# Heaven on Earth (альбом Ларри Янга)
Heaven On Earth (англ. рай на земле) — восьмой студийный альбом американского джазового органиста Ларри Янга. Альбом записан Руди Ван Гелдером 9 февраля 1968 года.

## Особенности
Альбом посвящён Элайдже Мохаммаду, которого Янг в аннотации к пластинке называет Посланником (The Messenger).
После ряда в той или иной степени экспериментальных альбомов, выпущенных Янгом на Blue Note (Unity, Of Love And Peace, Contrasts) Heaven On Earth ознаменовал возвращение к более простому (и доступному для неподготовленной публики) соул-джазу. Этот процесс в какой-то степени начался уже на предыдущем альбоме Contrasts, где присутствовали и экспериментальные, и более простые вещи.
Когда я начинал как музыкант, я испытал влияние различных музыкантов, Джона Колтрейна и Сесила Тейлора, кроме прочих. Я становился артистом или пытался им стать по крайней мере. Но также я пришёл к пониманию, что способен на большее. Новая музыка побуждала меня как артиста, но я стремился к более широкому общению [c публикой]. Я хотел играть музыку для людей с улицы, я хотел, чтобы моя музыка имела к ним отношение. - Ларри Янг.
Для записи альбома Янг собрал довольно пёстрый состав — Герберт Морган (Herbert Morgan) и Эдди Глэдден (Eddie Gladden) играли с ним ранее, Бьярд Ланкастер (Byard Lancaster) был известен как авангардный музыкант, гитарист Джордж Бенсон позже стал звездой поп-джаза. Жена Янга, Алтея Янг (Althea Young), как и на прошлом альбоме, приняла гостевое участие, исполнив одну балладу, «My Funny Valentine».
«Call Me» — кавер эстрадной пьесы малоизвестной британской группы The Foundations, сыгранный в ритме босса-новы. Во время исполнения музыканты несколько раз кратко цитируют тему «La Cucaracha», что придаёт исполнению немного шутливый тон.
Несмотря на общую ориентацию альбома на соул-джаз, композицию «The Hereafter» можно отнести скорее к модальному джазу.

## Отзывы
Allmusic оценил альбом в 3 балла из 5. Скотт Яноу отметил: «Хотя здесь есть некоторые изобретательные соло, но менее творческие фанковые ритмы несколько занижают содержание музыки».
«Хорошие модальные органные треки, с добротным грувом и великолепными соло — хорошее завершение эры 60-х для Ларри Янга», — пишет сайт Dusty Groove. В то же время ряд рецензентов, сравнивая альбом с предшествующими, критикует его за прямолинейность и коммерческую направленность.

## Список композиций
Вся музыка написана Ларри Янгом, если не указано иное.
| №  | Название             | Автор(ы)                     | Длительность |
| -- | -------------------- | ---------------------------- | ------------ |
| 1. | «The Infant»         |                              | 6:00         |
| 2. | «The Cradle»         |                              | 5:00         |
| 3. | «The Hereafter»      |                              | 8:41         |
| 4. | «Heaven On Earth»    |                              | 6:05         |
| 5. | «Call Me»            | Tony Hatch                   | 7:26         |
| 6. | «My Funny Valentine» | Lorenz Hart, Richard Rodgers | 4:38         |

## Кавер-версии
Джеймс Картер и Джон Медески исполнили композицию «Heaven On Earth» на концертном альбоме Heaven On Earth (2009).

## Участники
- Ларри Янг — орган
- Бьярд Ланкастер — альт-саксофон, флейта [1, 3 — 6]
- Герберт Морган — тенор-саксофон [1, 3 — 6]
- Джордж Бенсон — гитара [1, 3 — 6]
- Эдди Глэдден — ударные
- Алтея Янг — вокал [6]